# High School USA!
High School USA! est une série télévisée d'animation américaine créée par Dino Stamatopoulos et diffusée depuis le 21 juillet 2013
sur le réseau FOX.
Elle met en scène le quotidien d'un groupe d'adolescents d'un lycée comprenant : Marsh Merriwether, Ambre Lambert, Cassandra Aride, Brad Slovee et Lamort Blackstein. Les doubleurs sont Vincent Kartheiser, T. J. Miller, Nathan Barnatt, Mandy Moore, Zosia Mamet, Jake Johnson et Dino Stamatopoulos (qui est aussi le créateur de la série). La série ne comporte qu'une seule et unique saison composée de 12 épisodes.
Elle est également siglée pour causes de langages explicites et offensifs et dialogues suggestifs.
Elle reste néanmoins inédite dans les pays francophones.

## Histoire
Elle met en scène le quotidien d'un groupe d'adolescents d'un lycée comprenant : Marsh Merriwether, Ambre Lambert, Cassandra Aride, Brad Slovee et Lamort Blackstein.

## Épisodes

### Première saison (2013)
1. Titre original : "Bullies"
2. Titre original : "Sexting"
3. Titre original : "Adderall"
4. Titre original : "Heroes"
5. Titre original : "Adoption"
6. Titre original : "Best Friends Forever"
7. Titre original : "Janitor Day"
8. Titre original : "Choices"
9. Titre original : "The Early 90s"
10. Titre original : "Gun Control"
11. Titre original : "Rumsprinabreakers"
12. Titre original : "Sweet 16"

## Casting Principal
- Nathan Barnatt - Lamort Blackstein
- Jake Johnson - Mr. Structor
- Jay Johnston - Officer Dumphy
- Vincent Kartheiser - Marsh Merriwether
- Zosia Mamet - Amber Lamber
- T.J. Miller - Brad Slovee
- Mandy Moore - Cassandra Barren
- Dino Stamatopoulos - Mr. Merriwether, Various

### Voix additionnelles
- Ike Barinholtz - Cyber Bully (ep. 1)
- Jillian Bell - Miriam (ep. 11)
- Alison Brie - Miss Temple (ep. 8)
- Rachel Butera - Ms. Slovee, Startch Girl (ep. 4)
- Joseph Carnegie -
- Charley Damski - Student (ep. 2, 8)
- Maya Erskine - Etudiante (ep. 2)
- Ray Ford - Nico Ninja (ep. 3)
- Jackie Hoffman - Mrs. Blackstein, Tamar (ep. 3)
- Anders Holm - Garrett Philanders (ep. 4)
- Sally Kellerman - Dolores Barren
- Natasha Leggero - Rachel Lewis (ep. 5)
- Chelsea Peretti - Superintendent Andrea Knussler (ep. 7)
- Nick Reczynski -
- Mark Rivers - Student (ep. 1), Doctor (ep. 8)
- Milo Silverstein - Wally Lamber
- Valerie Summey - Student (ep. 2)
- Abe Vigoda - Otto (ep. 12)
- Michael K. Williams - Mr. Blackstein, Lucius (ep. 3)
- Ray Wise - Seymour Barren
- Moon Zappa - Mrs. Lamber